# Лайошміже
Лайошміже (угор. Lajosmizse) — місто в медьє Бач-Кішкун в Угорщині. Місто займає площу 164,66 км², на якій проживає 11 626 жителів (2005).
| Угорщина | Це незавершена стаття з географії Угорщини. Ви можете допомогти проєкту, виправивши або дописавши її. |